# Stadion Mladost (Kruševac)
 (avril 2025).
Si vous disposez d'ouvrages ou d'articles de référence ou si vous connaissez des sites web de qualité traitant du thème abordé ici, merci de compléter l'article en donnant les références utiles à sa vérifiabilité et en les liant à la section « Notes et références ».
Le stade Mladost (en serbe cyrillique : Стадион Младост, et en serbe latin : Stadion Mladost), est un stade de football situé à Kruševac, en Serbie.

## Histoire
Le stade, construit en 1976, peut initialement accueillir 25 000 spectateurs.
Il est entièrement rénové en 2011-2012.